# (23469) Neilpeart
(23469) Neilpeart ist ein Asteroid des Hauptgürtels, der am 22. September 1990 vom US-amerikanischen Astronomen Brian P. Roman am Palomar-Observatorium (IAU-Code 675) in Kalifornien entdeckt wurde.
Der Asteroid ist nach dem kanadischen Texter und Schlagzeuger Neil Peart (1952–2020) benannt, der ab 1974 für die Rockband Rush spielte und für seine Liedtexte vielfach ausgezeichnet wurde.